# Romas Ubartas
Romas Ubartas, född den 26 maj 1960 i Panevėžys, är en litauisk före detta friidrottare som tävlade i diskuskastning. Under början av sin karriär tävlade han för Sovjetunionen.
Ubartas genombrott kom när han vann guld vid EM 1986 efter att ha kastat 67,08 meter. Han deltog vid VM 1987 där han slutade på sjätte plats. Vid Olympiska sommarspelen 1988 i Seoul blev han silvermedaljör efter Jürgen Schult då han kastade 67,48 meter. 
Vid Olympiska sommarspelen 1992 i Barcelona var det åter en kamp mellan Schultz och Ubartas. Den gången vann Ubartas efter att ha kastat 65,12 vilket var 18 centimeter längre än vad tysken klarade av. 
Vid VM 1993 blev han avstängd för dopning och försökte efter detta komma tillbaka till världstoppen utan att lyckas. Vid både VM 1999 och 2001 samt vid Olympiska sommarspelen 2000 i Sydney deltog han utan att ta sig vidare till finalen.

## Personliga rekord
- Diskuskastning - 70,06 meter